# ناتاشا ليون
ناتاشا ليون (بالإنجليزية: Natasha Lyonne)‏ ممثلة أمريكية ولدت في الرابع من أبريل عام 1979 و هي مشهورة من دورها في فلم الفطيرة الأمريكية باسم جاسيكا، ومن ظهورها في بعض المسلسلات التلفزيونية مثل بليد: الثالوث, و ولكن انا مشجعه، الأحياء الفقيره من بيفيرلي هيلز، الكل يقول أنا احبك. وهي حاليا تلعب دور نيكي نيكولاس من إنتاج شركة نتفليكس في المسلسل المسمى بالبرتقالي هو الأسود الجديد وقد حازت على ترشيح لفوز جائزة أفضل ممثلة أفلام كوميدية في عام 2014.

## بداية حياتها
ناتاشا ليون هي مولودة في مدينة نيويورك في ولاية نيويورك, وهي ابنة ليفييت وآرون برونستين، آرون كان متعهد ملاكمة، مضيف مسلسل سمعي على جهاز الراديو وسائق سيارة سباقات.

## حياتها المهنية
كانت ناتاشا ليون قد وقعت على عقد مع شركة
عندما كانت من السادسة من العمر، كانت في فريق التمثيل في مسلسل باسم ملعب بييوي.

## مواقع خارجية
- ناتاشا ليون على موقع IMDb (الإنجليزية)
- ناتاشا ليون على موقع ميتاكريتيك (الإنجليزية)
- ناتاشا ليون على موقع روتن توميتوز (الإنجليزية)
- ناتاشا ليون على موقع مونزينجر (الألمانية)
- ناتاشا ليون على موقع قاعدة بيانات الأفلام العربية
- ناتاشا ليون على موقع ألو سيني (الفرنسية)
- ناتاشا ليون على موقع ميوزك برينز (الإنجليزية)
- ناتاشا ليون على موقع تيرنر كلاسيك موفيز (الإنجليزية)
- ناتاشا ليون على موقع أول موفي (الإنجليزية)
- ناتاشا ليون على موقع قاعدة بيانات الأفلام السويدية (السويدية)